# 堀田一善
堀田 一善（ほった かずよし、1940年 - ）は、日本の経済学者。慶應義塾大学名誉教授。
マーケティング史、マーケティング学説史等、マーケティングに関する歴史的研究のリーダーの一人。マーケティング史学会名誉会員。

## 来歴
富山県出身。慶應義塾大学商学部卒業、慶應義塾大学大学院商学研究科博士課程単位取得退学。慶應義塾大学商学部教授、慶應義塾大学商学部長を経て、帝京平成大学教授。日本商業学会・理事、監事、マーケティング史研究会・監事を歴任。

## 親族
叔父は芥川賞作家の堀田善衞。祖母は女性運動家の堀田くに。内務官僚の野口淳吉は大伯父（祖父の兄）。

## 主たる業績
- 『マーケティング思想史－メタ理論の系譜』（中央経済社、2006年）
- 『マーケティング思想史の中の広告研究』（日経広告研究所 、2003年）
- 「マーケティング学説史研究の課題と方法」『三田商学研究』（第40巻第6号、1998年2月）
- 『マーケティング研究の方法論』（中央経済社 、1991年）
- 『実証主義を超えて－20世紀経済科学方法論 』（中央経済社、1989年）